# Adam Bede

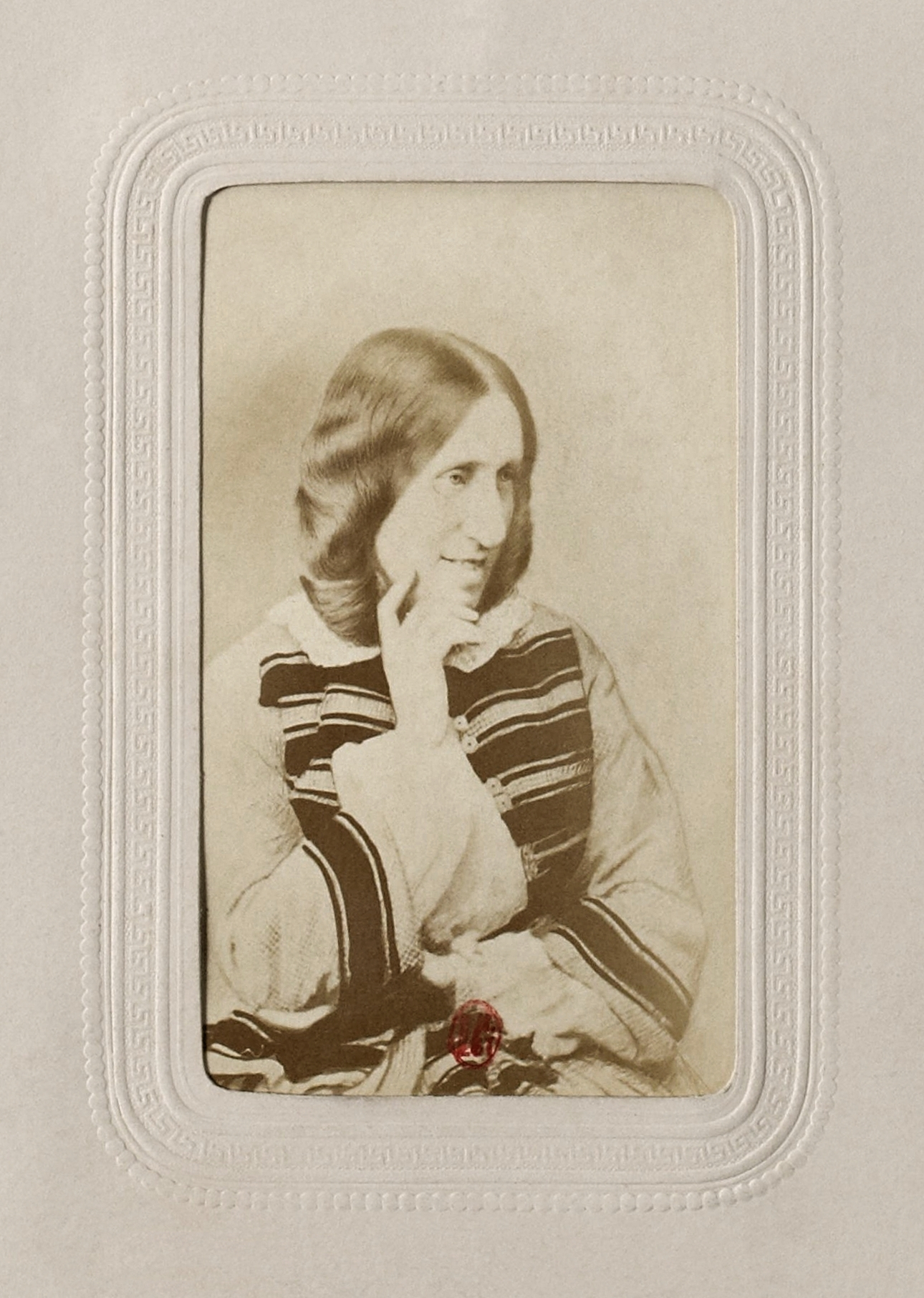
George Eliot (1865)

Adam Bede fue la primera novela escrita por la británica George Eliot (cuyo nombre real era Mary Ann Evans). Fue publicada en 1859 bajo un seudónimo para que su obra fuese tomada en serio, a pesar de que ella era una intelectual bien aclamada y respetada en su época. La novela ha permanecido impresa desde entonces y ha sido usada como fuente de estudios de literatura inglesa del siglo XIX.

## Resumen de la obra
Según The Oxford Companion for English Literature (1967), «La trama se basa en una historia contada a George Eliot por su tía Elizabeth Evans, una predicadora metodista, y la verdadera Dinah Morris en la novela, en donde una joven le confesó haber cometido infanticidio.»
La trama recorre las vidas rurales de cuatro personas que viven en la comunidad ficticia de Hayslope—una comunidad rural, pastoral y unida en 1799. La novela se desarrolla en una especie de ''rectángulo amoroso'' entre la bella, pero muy absorta Hetty Sorrel; el capitán Arthur Donnithorne, el joven escudero que la seduce; Adam Bede, su pretendiente no reconocido; y Dinah Morris, la prima de Hetty, quién es una ferviente, virtuosa y bella metodista laica. 
Adam es un carpintero local muy admirado por su integridad e inteligencia que está enamorado de Hetty. Ella se siente atraída hacia Arthur, el encantador nieto y heredero del escudero local y termina enamorándose de él. Cuando Adam interrumpe una cita entre ellos, Adam y Arthur se ponen a discutir. Arthur decide romper con Hetty y deja Hayslope para regresar a su milicia. Después de haberla abandonado, Hetty se compromete a casarse con Adam pero poco antes de su matrimonio, se da cuenta de que está embarazada. Desesperada, se va de la comunidad con la intención de buscar a Arthur, pero no logra encontrarlo. Negándose a volver al pueblo por temor a la vergüenza y el ostracismo que tenía que soportar, logra dar luz a su hijo con la ayuda de una agradable mujer que se encuentra en el camino. Posteriormente, abandona el niño en un campo pero mostrándose incapaz de soportar los llantos del infante, intenta recuperarlo. Sin embargo, ya era demasiado tarde porque que el niño había fallecido al haber quedado a la intemperie.
Hetty fue arrestada y acusada de haber asesinado a su hijo. Fue declarada culpable y sentenciada a la horca. Dinah ingresa a la prisión y le promete a Hetty que se mantendrá con ella hasta el final. Su compasión conduce hacia la melancólica confesión de Hetty. Cuando Arthur Donnithorne, al salir de la milicia para acudir al funeral de su abuelo, oye de la inminente ejecución de Hetty y conmuta la sentencia por destierro penal.
Finalmente, Adam y Dinah, quienes poco a poco van adquiriendo un amor mutuo, se casan y viven pacíficamente con sus familias.

## Adaptaciones en el teatro, el cine y en la televisión

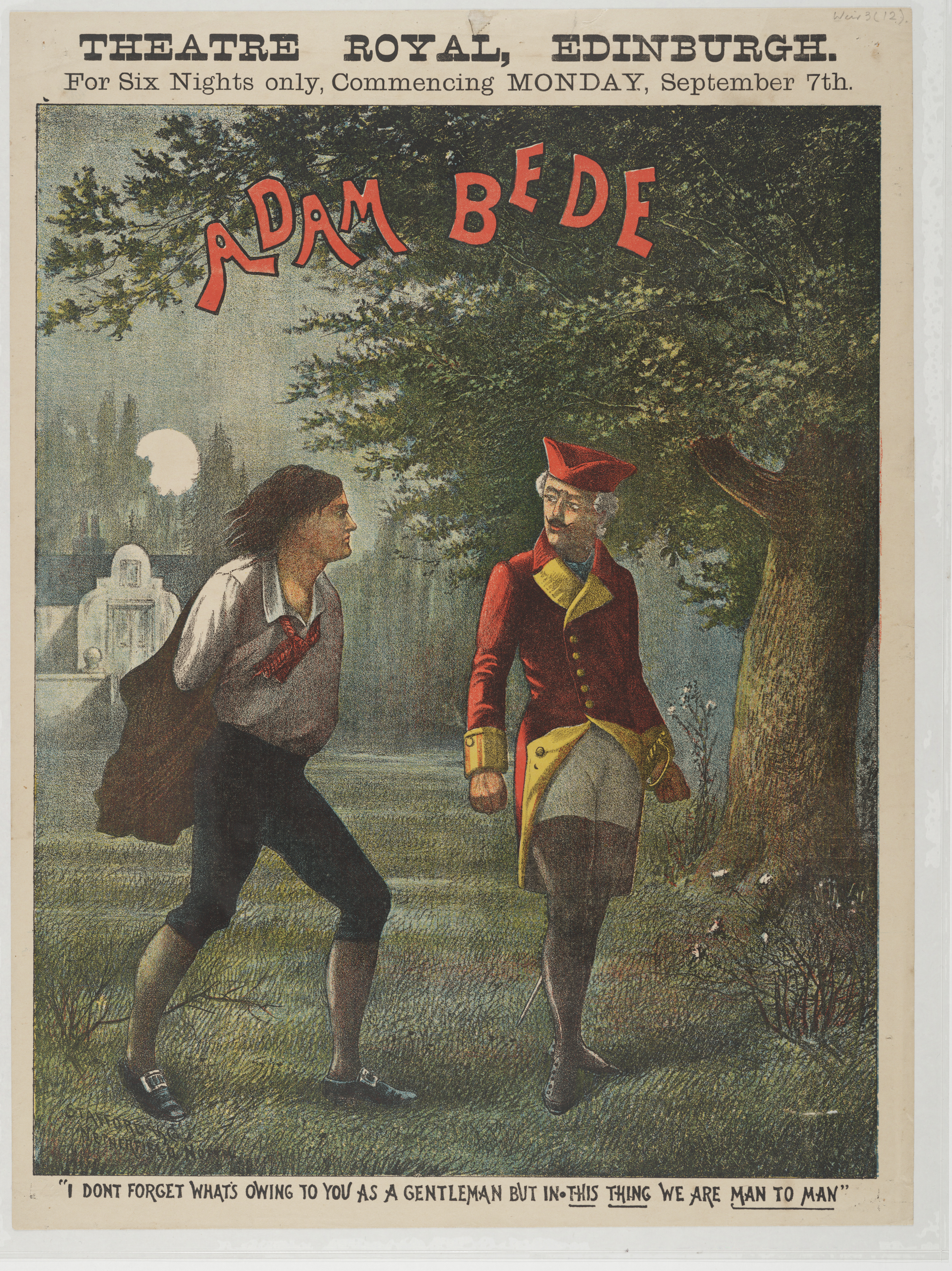
Póster para el Teatro Real de Edimburgo